# 아사시오바시역
아사시오바시역(일본어: 朝潮橋駅, あさしおばしえき)은 일본 오사카부 오사카시 미나토구에 있는 오사카 시영 지하철의 철도역이다.

## 개요 및 역 구조
상대식 2면 2선의 승강장이 있는 고가역이다.

### 승강장
| 1 | ■ 주오선  | 벤텐초 · 혼마치 · 나가타 · 이코마 · 갓켄나라토미가오카 방면 |
| 2 | ■ 주오 선 | 오사카코 · 유메시마 방면                                    |

## 역세권 정보
- 한신고속 16호선
- 국도 172호선

## 역사
- 1961년 12월 11일: 영업 개시.

## 인접역
| ■ 오사카 메트로 주오선     | ■ 오사카 메트로 주오선 | ■ 오사카 메트로 주오선 |
| -------------------------- | ---------------------- | ---------------------- |
| C11 오사카항 유메시마 방면 | ■ 오사카 지하철 주오선 | C13 벤텐초 나가타 방면 |